# Distretto di Guarda
Il distretto di Guarda è un distretto del Portogallo continentale, appartenente alla provincia tradizionale della Beira Alta, esclusi i comuni più settentrionali, appartenenti al Trás-os-Montes e Alto Douro. Confina con il distretto di Braganza a nord, con la Spagna (province di Salamanca e di Cáceres) a est, con i distretti di Castelo Branco a sud, di Coimbra e di Viseu a ovest. La superficie è di 5.518 km² (7º maggior distretto portoghese), la popolazione residente (2001) è di 173.716 abitanti. Capoluogo del distretto è Guarda.
Il distretto di Guarda è diviso in 14 comuni:
- Aguiar da Beira
- Almeida
- Celorico da Beira
- Figueira de Castelo Rodrigo
- Fornos de Algodres
- Gouveia  (Città)
- Guarda  (Città principale)
- Manteigas
- Meda (Città)
- Pinhel  (Città)
- Sabugal  (Città)
- Seia  (Città)
- Trancoso  (Città)
- Vila Nova de Foz Côa (Città)

Nell'attuale divisione principale del paese, il distretto è compreso quasi interamente nella regione Centro, anche se Vila Nova de Foz Côa appartiene alla regione Nord (Norte) e alla subregione del Douro. I restanti comuni formano le subregioni della Beira Interna Nord (Beira Interior Norte) e della Serra da Estrela, con un comune appartenente a Dão-Lafões. In sintesi:
- Regione Nord
  - Douro
    - Vila Nova de Foz Côa
- Regione Centro
  - Beira Interna Nord
    - Almeida
    - Celorico da Beira
    - Figueira de Castelo Rodrigo
    - Guarda
    - Manteigas
    - Meda
    - Pinhel
    - Sabugal
    - Trancoso

  - Dão-Lafões
    - Aguiar da Beira

  - Serra da Estrela
    - Fornos de Algodres
    - Gouveia
    - Seia